# Ettanfotboll
La Ettanfotboll, comunemente nota come Ettan e un tempo come Division 1, è il terzo campionato svedese di calcio, a natura semiprofessionistica.
Il campionato fu inizialmente creato nel 1987 immediatamente sotto il massimo campionato svedese di calcio, ma nel 2000 fu rimpiazzato dalla Superettan a girone unico. Il torneo fu più ristabilito nel 2006 come terzo campionato del paese.

## Formato
Il campionato è formato da 32 squadre suddivise in due gironi da 16 squadre ciascuno, definiti su base geografica tra nord e sud della Svezia.
Il campionato, che generalmente inizia in aprile e si conclude in novembre, prevede un girone all'italiana con partite di andata e ritorno, per un totale di 30 giornate. Al termine della stagione la prima classificata di ogni girone viene promossa direttamente in Superettan, e le tre ultime classificate retrocedono direttamente in Division 2. Inoltre la seconda classificata di ogni girone disputa uno spareggio promozione-retrocessione con la terzultima o la quartultima classificata in Superettan.

## Squadre 2025

### Norra
| Club                     | Città      | Stadio                   |
| ------------------------ | ---------- | ------------------------ |
| Assyriska FF             | Södertälje | Södertälje Fotbollsarena |
| AFC Eskilstuna           | Eskilstuna | Tunavallen               |
| Enköpings SK             | Enköping   | Enavallen                |
| FC Arlanda               | Märsta     | Midgårdsvallen           |
| Gefle                    | Gävle      | Gavlevallen              |
| Hammarby TFF             | Stoccolma  | Hammarby IP              |
| IF Karlstad              | Karlstad   | Sola Arena               |
| IFK Haninge              | Haninge    | Torvalla IP              |
| IFK Stocksund            | Danderyd   | Danderyds Gymnasium      |
| Karlbergs BK             | Stoccolma  | Kristinebergs IP         |
| Nordic United            | Södertälje | Södertälje Fotbollsarena |
| Sollentuna FK            | Sollentuna | Sollentunavallen         |
| Stockholm Internazionale | Stoccolma  | Hammarby IP              |
| Team TG                  | Umeå       | Umeå Energi Arena        |
| Vasalund                 | Solna      | Skytteholms IP           |
| Örebro Syrianska         | Örebro     | Mellringe IP             |

### Södra
| Club             | Città       | Stadio            |
| ---------------- | ----------- | ----------------- |
| Ariana FC        | Malmö       | Malmö Stadion     |
| BK Olympic       | Malmö       | Lindängens IP     |
| Eskilsminne      | Helsingborg | Harlyckans IP     |
| FC Rosengård     | Malmö       | Rosengårds IP     |
| Husqvarna FF     | Jönköping   | Vapenvallen       |
| Hässleholms IF   | Hässleholm  | Österås IP        |
| IFK Skövde       | Skövde      | Södermalms IP     |
| Jönköpings Södra | Jönköping   | Stadsparksvallen  |
| Ljungskile       | Ljungskile  | Skarsjövallen     |
| Lunds BK         | Lund        | Klostergårdens IP |
| Norrby           | Borås       | Borås Arena       |
| Oskarshamns AIK  | Oskarshamn  | Arena Oskarshamn  |
| Skövde AIK       | Skövde      | Södermalms IP     |
| Torslanda IK     | Torslanda   | Torslandavallen   |
| Trollhättan      | Trollhättan | Edsborgs IP       |
| Ängelholms FF    | Ängelholm   | Ängelholms IP     |

## Albo d'oro

### Division 1
| Stagione | Girone | Promozione      | Vincitore Playoff | Perdente Playoff |
| -------- | ------ | --------------- | ----------------- | ---------------- |
| 2006     | Norra  | Enköpings SK    | Sirius            | N.D.             |
| 2006     | Södra  | Sylvia          | Bunkeflo IF       | N.D.             |
| 2007     | Norra  | Assyriska       | Väsby United      | N.D.             |
| 2007     | Södra  | Qviding         | Ängelholms FF     | N.D.             |
| 2008     | Norra  | Syrianska       | Vasalund          | N.D.             |
| 2008     | Södra  | FC Trollhättan  | N.D.              | Öster            |
| 2009     | Norra  | Degerfors       | Brage             | N.D.             |
| 2009     | Södra  | Öster           | N.D.              | Skövde AIK       |
| 2010     | Norra  | Västerås SK     | N.D.              | Sirius           |
| 2010     | Södra  | IFK Värnamo     | N.D.              | Qviding          |
| 2011     | Norra  | Umeå FC         | N.D.              | Väsby United     |
| 2011     | Södra  | Varberg         | N.D.              | Sylvia           |
| 2012     | Norra  | Östersund       | N.D.              | Forward          |
| 2012     | Södra  | Örgryte         | N.D.              | Lunds BK         |
| 2013     | Norra  | Sirius          | N.D.              | Dalkurd          |
| 2013     | Södra  | Husqvarna       | N.D.              | Oddevold         |
| 2014     | Norra  | AFC United      | Frej              | N.D.             |
| 2014     | Södra  | Utsiktens BK    | N.D.              | Örgryte          |
| 2015     | Norra  | Dalkurd         | N.D.              | Akropolis        |
| 2015     | Södra  | Trelleborg      | Örgryte           | N.D.             |
| 2016     | Norra  | Brommapojkarna  | N.D.              | Vasalund         |
| 2016     | Södra  | Öster           | Norrby            | N.D.             |
| 2017     | Norra  | Brage           | N.D.              | Akropolis        |
| 2017     | Södra  | Landskrona BoIS | N.D.              | Mjällby          |
| 2018     | Norra  | Västerås SK     | Syrianska         | N.D.             |
| 2018     | Södra  | Mjällby         | N.D.              | Oskarshamns AIK  |
| 2019     | Norra  | Akropolis       | Umeå FC           | N.D.             |
| 2019     | Södra  | Ljungskile      | N.D.              | Landskrona BoIS  |

Note: Nel 2007 il secondo classificato è stato promosso automaticamente senza playoff in virtù dell'espansione dell'Allsvenskan a 16 squadre.

### Ettan
| Stagione | Girone | Promozione     | Vincitore Playoff | Perdente Playoff     |
| -------- | ------ | -------------- | ----------------- | -------------------- |
| 2020     | Norra  | Vasalund       | N.D.              | Brommapojkarna       |
| 2020     | Södra  | IFK Värnamo    | Landskrona BoIS   | N.D.                 |
| 2021     | Norra  | Brommapojkarna | Dalkurd           | N.D.                 |
| 2021     | Södra  | Utsiktens BK   | Skövde AIK        | N.D.                 |
| 2022     | Norra  | Gefle          | N.D.              | Sandvikens IF        |
| 2022     | Södra  | GAIS           | N.D.              | Falkenberg           |
| 2023     | Norra  | Sandvikens IF  | N.D.              | Nordic United        |
| 2023     | Södra  | Oddevold       | N.D.              | Falkenberg           |
| 2024     | Norra  | Umeå FC        | N.D.              | FC Stockholm Intern. |
| 2024     | Södra  | Falkenberg     | N.D.              | Lunds BK             |